# Buenavista Uno, Chicomuselo
Buenavista Uno är en ort i Mexiko.   Den ligger i kommunen Chicomuselo och delstaten Chiapas, i den sydöstra delen av landet, 800 km sydost om huvudstaden Mexico City. Buenavista Uno ligger 1 301 meter över havet och antalet invånare är 159.
Terrängen runt Buenavista Uno är kuperad åt sydväst, men åt nordost är den bergig. Runt Buenavista Uno är det ganska glesbefolkat, med 28 invånare per kvadratkilometer. Närmaste större samhälle är Angel Albino Corzo, 15,8 km nordväst om Buenavista Uno. I omgivningarna runt Buenavista Uno växer i huvudsak städsegrön lövskog.